# Dave Gregory

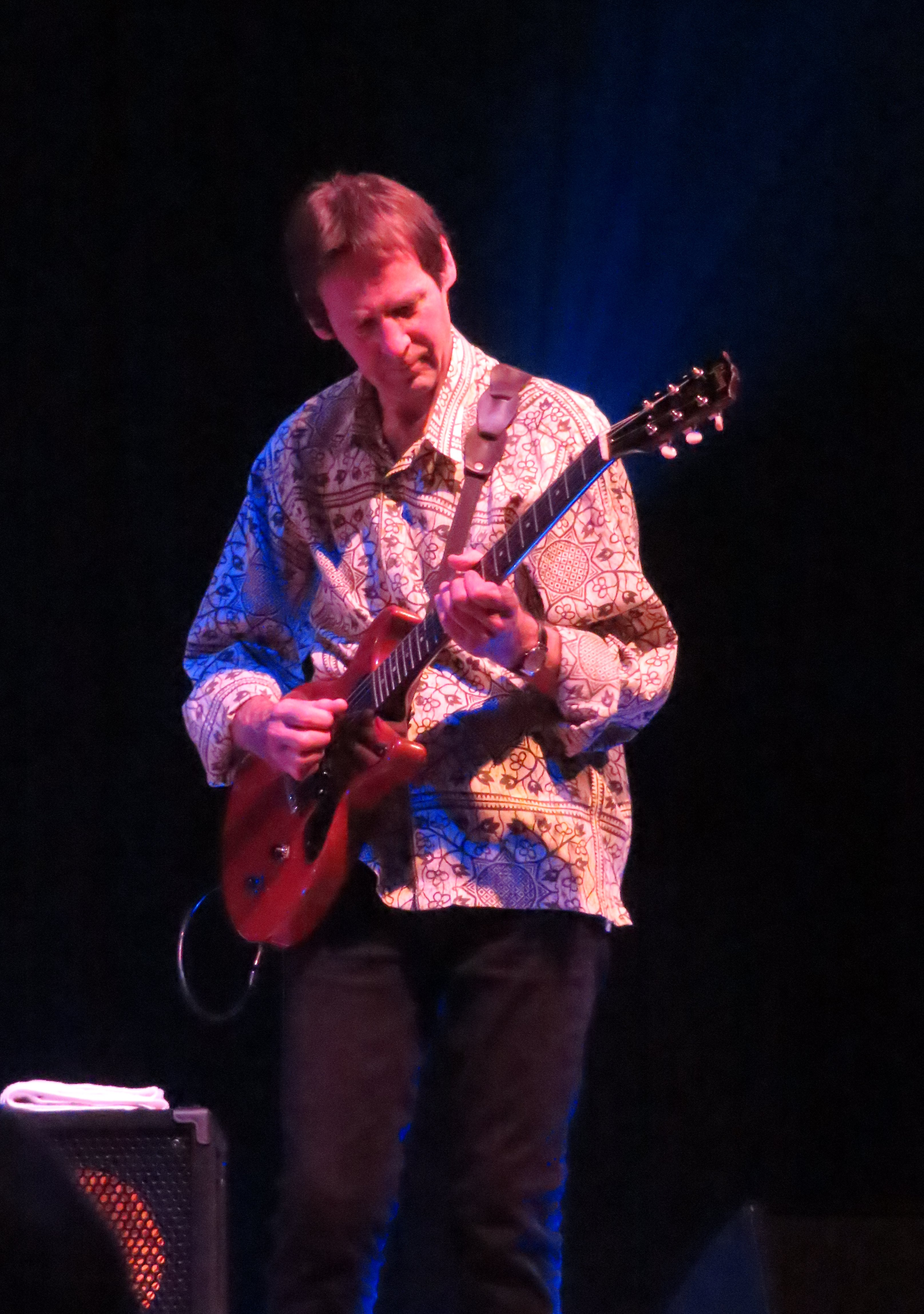
Dave Gregory in 2019 (Grand Tour)

David Charles Gregory (Swindon (Wiltshire), 21 september 1952) is een Britse rockgitarist. Zijn bijdragen zijn voornamelijk te vinden op de uitgaven van de bands XTC (1979-1999) en Big Big Train (1994-2020). Daarbij bespeelde hij ook wel toetsinstrumenten en verzorgde strijkarrangementen en tweede zangstem.

## Loopbaan
Tijdens zijn jeugd werd hij beïnvloed door The Beatles, Rolling Stones, The Kinks en The Troggs. Een ommekeer kwam toen hij zijn eerste gitaar in handen kreeg, hij verschoof richting gitaarhelden Jimi Hendrix, Eric Clapton en Jeff Beck. De voorliefde voor muziek drong een schoolopleiding naar de achtergrond. Alvorens tot XTC toe te treden speelde Gregory in Gogmagog van Dave Heap (1976/1977). Hij stapte XTC is ten tijde van de opnamen van het album.Drums and Wires; hij verving daarin Barry Andrews. Na Nonsuch uit 1992 was de inspiratie voor nieuw materiaal op en in 1999 verliet hij XTC definitief na een breuk met bandleider Andy Partridge en Colin Moulding. 
Ondertussen bouwde hij een naam op als studiomuzikant bij artiesten, waaronder Peter Gabriel, Aimee Mann, Cud, Marc Almond, Bingo Durango, Johnny Hates Jazz, Jason Donovan, Martin Newell, Louis Philippe, Lulu, Mark Owen en R. Stevie Moore. Hij liet zich ook frequent zien in en om projecten van Steve Hogarth van Marillion waarbij hij ook diverse keren optrad tijdens de zogenaamde Marillionweekends, onder andere in Port Zélande. Ook Porcupine Tree maakte wel gebruik van zijn diensten. 

## Big Big Train
Gregory werd in 1996 ingeschakeld bij het album The off white album van Martin Newell. Muziekproducent van dienst Louis Phillippe nam hem vervolgens mee naar zijn soloalbum Jackie girl, waarbij Phillippe ook David Longdon inschakelde. Er ontstond een vriendschap, hetgeen in 2009 uitmondde in het verzoek van Longdon aan Gregory om toe te treden in Big Big Train voor het album The Underfall Yard. Gregory kon meteen goed opschieten met bandleider en hoofdcomponist Gregory Spawton, die weer fan was van XTC’s Nonsuch. Die beginjaren waren moeilijk en Gregory gaf in 2019 toe dat dit alleen mogelijk was vanwege de auteursrechten vanuit XTC, dat een grote hit had met Making Plans for Nigel. Hij zag het eerst ook niet zitten; de relatief lange nummers en lange gitaarsoli trokken hem als muzikant uit het punk- en new-wavetijdperk niet aan. Daartegenover stond de verhalende historische teksten van Spawton en Longdon; hij liet zich overhalen, ondanks dat hij wel “gitaarsoli van drie minuten of langer” moest spelen. Tijdens zijn verblijf in BBT groeide de band uit naar een band van steeds grotere proporties, mede omdat zaken steeds professioneler werden aangepakt, bijvoorbeeld met de komst van ex-Spock's Beard-drummer Nick D'Virgilio. Die ontwikkeling leidde tot steeds meer optredens en interviews, zoals dat voor IO Pages naar aanleiding van het album Grand Tour (juli 2019). Een half jaar later gaf Gregory aan die concertreizen te belastend te vinden en stapte uit Big Big Train. Hij zou vervangen worden door Randy McStine, maar vervolgens sloeg de coronapandemie toe. Niet veel later 20 november 2021 overleed vriend David Longdon. Nieuw werk van BBT werd pas in juni 2023 uitgebracht (Ingenious devices).
Gregory heeft in de loop der jaren een tweetal soloalbums (Remoulds met covers en Dr. Gregory’s instrumental asylum) opgenomen. Een gebrek aan zelfvertrouwen (hij vond/vindt zichzelf een te matig liedjesschrijver) daarin hielden de opnamen echter op de plank.